# 维纳斯蒙住丘比特的眼睛
《维纳斯蒙住丘比特的眼睛》（英語：Venus Blindfolding Cupid）是意大利画家提香的一幅画作，创作于 1565年，现藏于罗马博尔盖塞美术馆 。
这幅画曾经由科尔内利斯·范德吉斯特（Cornelis van der Geest）收藏，因为在1630年代威廉·范·海克特（Willem van Haecht）的两幅画作中，描绘了他的美术馆，其中就有这幅画。

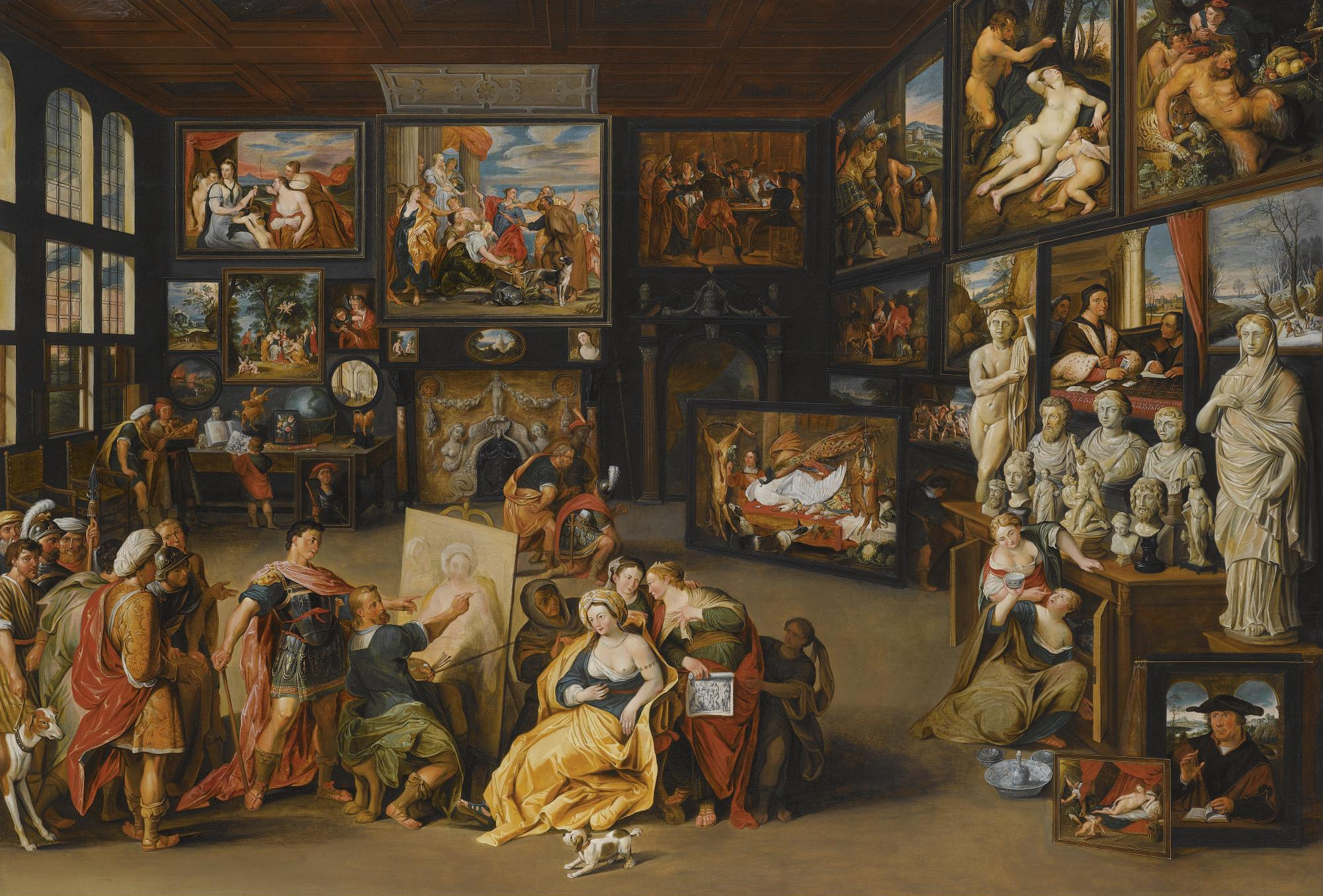
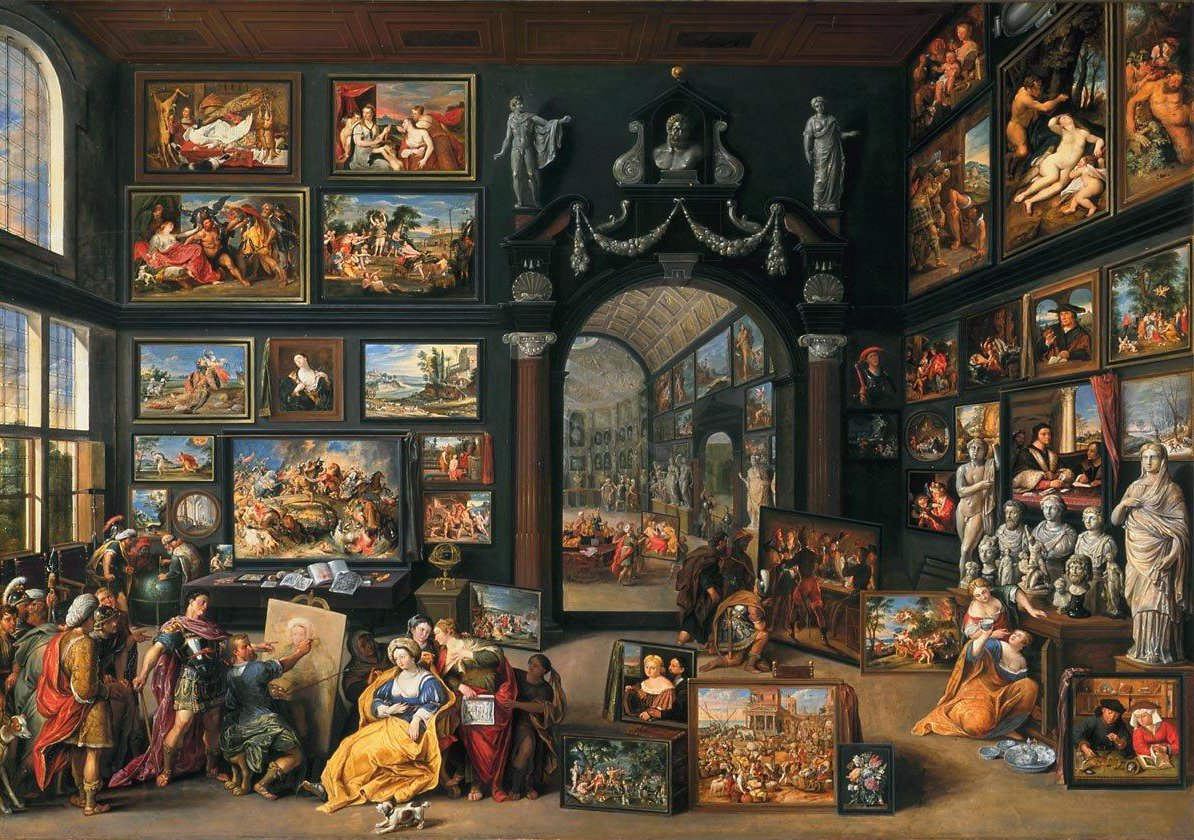